# النوبارية (مركز)
مركز النوبارية، مركز إداري مصري. يقع في جنوب غرب محافظة البحيرة الواقعة أقصى شمال جمهورية مصر العربية. مدينة النوبارية الجديدة عاصمة المركز.